# Leptoclinides levitatus
Leptoclinides levitatus är en sjöpungsart som beskrevs av Kott 200. Leptoclinides levitatus ingår i släktet Leptoclinides och familjen Didemnidae. Inga underarter finns listade i Catalogue of Life.